# Байназаровский сельсовет
Байназаровский сельсовет — муниципальное образование в Бурзянском районе Башкортостана России.

## История
Согласно Закону о границах, статусе и административных центрах муниципальных образований в Республике Башкортостан имеет статус сельского поселения.

## Население
| 2002  | 2009  | 2010  | 2012  | 2013  | 2014  | 2015  |
| ----- | ----- | ----- | ----- | ----- | ----- | ----- |
| 2861  | ↗2978 | ↘2749 | ↗2756 | ↗2764 | ↗2791 | ↘2765 |
| 2016  | 2017  |       |       |       |       |       |
| ↘2760 | ↘2756 |       |       |       |       |       |

## Состав сельского поселения
| № | Населённый пункт | Тип населённого пункта          | Население |
| - | ---------------- | ------------------------------- | --------- |
| 1 | Байназарово      | деревня, административный центр | ↘1313     |
| 2 | Яумбаево         | деревня                         | ↘436      |
| 3 | Мурадымово       | деревня                         | ↘374      |
| 4 | Магадеево        | деревня                         | ↘319      |
| 5 | Кургашлы         | деревня                         | ↘307      |